# Jean-Baptiste Goyet
Pour les articles homonymes, voir Goyet (homonymie).
Jean-Baptiste Goyet, né le 10 mai 1779 à Chalon-sur-Saône et mort le 20 juin 1854 à Paris, est un peintre français, père d'Eugène Goyet.

## Biographie
Autodidacte, il expose des tableaux de genre et d'histoire au Salon de 1827 à 1851.

## Œuvres[1]
- Femme nue endormie, 1827
- Une école chrétienne, 1827
- Une chapelle, 1827
- Une femme endormie, 1830
- Portrait de Jean-Baptiste Goyet, 1833
- Les Regrets, 1835